# 함강 (십국)
함강(咸康, 925년 1월 ~ 11월)은 전촉(前蜀) 후주(後主) 왕연(王衍)의 두번째 연호이다. 11개월 가량 사용하였다. 함강 원년(925년) 11월, 후당 군대가 수도에 입성하여 전촉이 멸망하였으며, 아후에 전촉 왕족 일가는 후당 수도로 호송되었다.

## 개원
- 건덕(乾德) 6년 12월 27일[1](925년 1월 24일)에 연호를 함강(咸康)으로 정하고, 다음 해 1월 1일[2](925년 1월 27일)에 개원함.[3][4][5]

- 함강(咸康) 원년 11월 28일[6](925년 12월 16일)에 후당에 의해 전촉이 망하면서, 함강 연호가 중지됨.[7][4][5]

## 연대 대조표
| 함강       | 원년                           |
| 서기(西紀) | 925년                          |
| 간지(干支) | 을유(乙酉)                     |
| 후당(後唐) | 동광(同光) 3년                 |
| 남한(南漢) | 건형(乾亨) 9년 백룡(白龍) 원년 |
| 양오(楊吳) | 순의(順義) 5년                 |
| 오월(吳越) | 보대(寶大) 2년                 |

## 같이 보기
- 다른 왕조의 같은 연호
  - 동진(東晉) 함강(咸康, 335년 ~ 348년)

- 중국의 연호 목록